# 都甲潔
都甲 潔（とこう きよし、1953年 - ）は、味覚センサーの開発で知られる日本の電子工学者、九州大学工学部教授。生物に準じた自己組織化能についても研究している。

## 経歴
福岡県生まれ。福岡県立福岡高等学校を経て、九州大学工学部電子工学科を卒業後、同大学院工学研究科に進学し、博士後期課程を単位取得退学後、工学部助手となり、後に助教授へ昇任した。この間、1983年には、「A study of electrochemical effects of monovalent and divalent cations on some model biomembranes (1価及び2価の陽イオンの生体モデル膜へ及ぼす電気化学的効果に関する研究)」により九州大学から工学博士の学位を取得した。
1997年、大学院システム情報科学研究科教授に昇任し、2008年10月から2011年3月まで大学院システム情報科学研究院長及び同学府長を務め、この間、2009年5月に主幹教授の称号を得た。
味覚センサーの研究、開発の功績に対し、2006年に文部科学大臣表彰科学技術賞、2008年に食創会の安藤百福賞優秀賞、2010年に立石科学技術振興財団の立石賞功績賞、などを受賞した。
また具体的なセンサー機器の開発と「味のものさし」の確立に対して、インテリジェントセンサーテクノロジーとともに、2009年には第3回ものづくり日本大賞の製品・技術開発部門特別賞、2011年には飯島記念食品科学振興財団の技術賞を受賞した。
匂いセンサーの研究も行っており、2007年には消防庁長官表彰・奨励賞を受賞。この研究の一端である超高感度匂いセンサは爆薬の検知に応用できないか防衛省技術研究本部の打診があったと言う。
2013年、紫綬褒章を受章した。2017年山崎貞一賞受賞。

## 研究
もともと都甲は、人工生体膜（生体模倣膜）の研究をしていたが、自身のニンジン嫌い(妻が作ったニンジン入りハンバーグを食べてニンジンに気づかなかった）などを契機に味覚に関心をもち、味覚が舌の味蕾に生じる電位差として脳に伝達されて認識されることに注目して味覚センサの開発に取り組んだ。
都甲は、自己組織化を行なう生体を模倣した複数の人工脂質膜を用い、味覚を生じさせる化学物質によって人工脂質膜に生じる相互作用を電圧の変化に変換、パターン化して味の「味の質と強度」を判定する味覚センサ（味認識装置）を開発し、客観的な計測数値による「味のものさし」の導入に、世界で初めて成功した。都甲の味覚センサでは、酸味、苦味、甘味、塩味、旨味が、それぞれ計測されて、味覚を解析する。ただし、味蕾の味細胞ではなく痛覚への刺激として感知される辛味は、測定対象とはされていない。

## おもな業績

### 単著
- 美味しさを測る、講談社、1991年
- 電子物性論（大学課程基礎コース：第8巻）、昭晃堂、1999年
- Kiyoshi Toko: Biomimetic sensor technology, Cambridge University Press, 2000
- 旨いメシには理由がある : 味覚に関する科学的検証、角川書店（角川oneテーマ21）、2001年
- 感性の起源 : ヒトはなぜ苦いものが好きになったか、中央公論新社（中公新書）、2004年
- プリンに醤油でウニになる : 味覚センサーが解明した仰天の食の謎、ソフトバンククリエイティブ（サイエンス・アイ新書）、2007年
- 電子物性（電気電子工学シリーズ：第4巻）、朝倉書店、2008年
- ハイブリッド・レシピ、飛鳥新社、2009年

### 共著
- （宮城幸一郎との共著）センサ工学、培風館、1995年
- （山藤馨との共著）美味しさを測る : 舌を超えた驚異の味センサ、講談社、1996年
- （江崎秀、林健司との共著）自己組織化とは何か : 生物の形やリズムが生まれる原理を探る、講談社（ブルーバックス）、1999年
  - （江崎秀、林健司、上田哲男、西澤松彦との共著）自己組織化とは何か : 自分で自分を作り上げる驚異の現象とその応用、講談社（ブルーバックス）、2009年
- （宮城幸一郎との共著）センサがわかる本、オーム社、2002年
- （飯山悟との共著）トコトン追究食品・料理・味覚の科学、講談社、2011年
- （小野寺武、南戸秀仁、高野則之との共著）「センサ」のキホン : 安全、安心と快適さを生むセンサ技術のすべて、ソフトバンククリエイティブ（イチバンやさしい理工系）、2012年

### 編著
- 味覚センサ、朝倉書店、1993年
- 感性バイオセンサ : 味覚と嗅覚の科学、朝倉書店、2001年
- 味覚を科学する、角川書店、2002年

### 共編著
- （松本元との共編著）自己組織化 : 生物にみる複雑多様性と情報処理、朝倉書店、1996年
- （坂口光一との共編著）感性の科学 : 心理と技術の融合、朝倉書店、2006年